# Virgin MVR-02
Virgin MVR-02 — гоночный автомобиль команды Формулы-1 Virgin Racing построенный для выступления в сезоне 2011 года. Автомобиль разработан под руководством технического директора команды, британского конструктора Ника Вирта, с помощью методов вычислительной гидро- и газодинамики (CFD). Но в начале июня 2011 года, команда отказалась от услуг Ника Вирта.

## Презентация
Презентация нового шасси MVR-02 прошла 7 февраля в телецентре BBC в Лондоне. В названии шасси не только изменился численный индекс, но и добавилась буква «М» — в честь титульного спонсора, российской компании Marussia.

## История выступлений

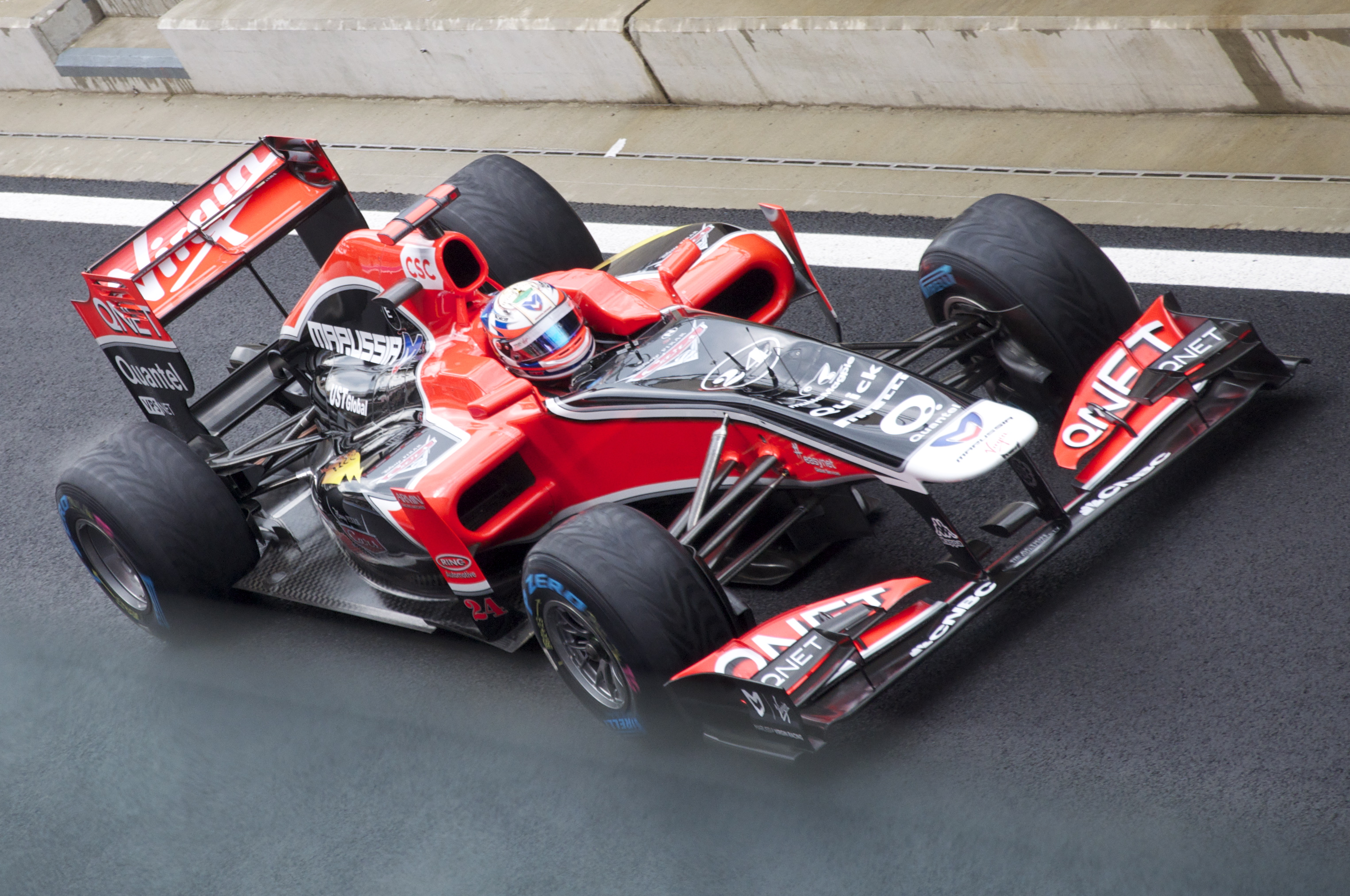
Virgin MVR-02 в Сильверстоуне.

Лучшего результата Marussia Virgin Racing добилась уже в первой гонке сезона — в Австралии, где Жером Д’Амброзио финишировал 14-м. Позже команде удалось лишь однажды его повторить — в Канаде, где Жером вновь финишировал 14-м, опередив по итогам сезона опытного Тимо Глока.
Оба гонщика провели весь сезон без замен, 29 раз из 38 возможных сумев добраться до финиша (в 2010-м — 19 из 38). Команда сделала акцент на надёжности и добилась прогресса — Marussia Virgin Racing стала единственной из трёх команд начавших выступления в 2010-м, которая избежала двойных сходов по ходу сезона. Однако гонщикам Team Lotus и HRT удалось финишировать на 13-й позиции, поэтому Marussia Virgin Racing заняла последнее место в Кубке конструкторов.

## Результаты выступлений в Формуле-1
| Легенда к таблице |                                                                    |
| --- | ------------------------------------------------------------------ |
| В таблице перечислены результаты всех Гран-при Формулы-1, в которых использовался автомобиль. Строками таблицы являются сезоны, столбцами — этапы чемпионата мира. В каждой клетке указаны сокращённое название этапа и результат, дополнительно обозначенный цветом. Расшифровка обозначений и цветов представлена в нижеследующей таблице. |                                                                    |
| \| Пример \| Описание \| \| ------------ \| ------------------------------------------------------------------ \| \| 1 \| Победитель \| \| 2 \| Второе место \| \| 3 \| Третье место \| \| 5 \| Финишировал, заработав очки \| \| Сход \| Не финишировал, но при этом заработал очки \| \| 12 \| Финишировал, не получив очков \| \| НКЛ \| Финишировал, но не попал в финальную классификацию \| \| 15 \| Участвовал вне зачёта, либо по отдельной классификации \| \| 18 \| Не финишировал, но попал в финальную классификацию \| \| Сход \| Не финишировал \| \| НКВ \| Не прошёл квалификацию \| \| НПКВ \| Не прошёл предквалификацию \| \| ДСК \| Дисквалифицирован \| \| ИСК \| Исключён из протокола соревнований \| \| ТТ \| Заявлен для участия только в тренировках \| \| НС \| Участвовал в квалификации, но не стартовал в гонке \| \| Т \| Травмирован или болен \| \| ОТК \| Отказ от участия \| \| НТР \| Прибыл на соревнования, но на трассу не выезжал \| \| НПР \| Был заявлен в числе участников, но не прибыл к началу соревнований \| \| О \| Соревнования отменены \| \| \| Не участвовал \| \| Поул-позиция \| \| \| Быстрый круг \| \| |                                                                    |
| Пример | Описание                                                           |
| 1 | Победитель                                                         |
| 2 | Второе место                                                       |
| 3 | Третье место                                                       |
| 5 | Финишировал, заработав очки                                        |
| Сход | Не финишировал, но при этом заработал очки                         |
| 12 | Финишировал, не получив очков                                      |
| НКЛ | Финишировал, но не попал в финальную классификацию                 |
| 15 | Участвовал вне зачёта, либо по отдельной классификации             |
| 18 | Не финишировал, но попал в финальную классификацию                 |
| Сход | Не финишировал                                                     |
| НКВ | Не прошёл квалификацию                                             |
| НПКВ | Не прошёл предквалификацию                                         |
| ДСК | Дисквалифицирован                                                  |
| ИСК | Исключён из протокола соревнований                                 |
| ТТ | Заявлен для участия только в тренировках                           |
| НС | Участвовал в квалификации, но не стартовал в гонке                 |
| Т | Травмирован или болен                                              |
| ОТК | Отказ от участия                                                   |
| НТР | Прибыл на соревнования, но на трассу не выезжал                    |
| НПР | Был заявлен в числе участников, но не прибыл к началу соревнований |
| О | Соревнования отменены                                              |
| | Не участвовал                                                      |
| Поул-позиция |                                                                    |
| Быстрый круг |                                                                    |

| Год  | Команда                | Двигатель              | Ш | Пилоты     | 1   | 2    | 3   | 4   | 5   | 6    | 7   | 8   | 9   | 10  | 11  | 12  | 13   | 14   | 15  | 16  | 17   | 18   | 19   | Место | Очки |
| ---- | ---------------------- | ---------------------- | - | ---------- | --- | ---- | --- | --- | --- | ---- | --- | --- | --- | --- | --- | --- | ---- | ---- | --- | --- | ---- | ---- | ---- | ----- | ---- |
| 2011 | Marussia Virgin Racing | Cosworth CA2011 2,4 V8 | P |            | АВС | МАЛ  | КИТ | ТУР | ИСП | МОН  | КАН | ЕВР | ВЕЛ | ГЕР | ВЕН | БЕЛ | ИТА  | СИН  | ЯПО | КОР | ИНД  | АБУ  | БРА  | 12    | 0    |
| 2011 | Marussia Virgin Racing | Cosworth CA2011 2,4 V8 | P | Глок       | НКЛ | 16   | 21  | НС  | 19  | Сход | 15  | 21  | 16  | 17  | 17  | 18  | 15   | Сход | 20  | 18  | Сход | 19   | Сход | 12    | 0    |
| 2011 | Marussia Virgin Racing | Cosworth CA2011 2,4 V8 | P | Д’Амброзио | 14  | Сход | 20  | 20  | 20  | 15   | 14† | 22  | 17  | 18  | 19  | 17  | Сход | 18   | 21  | 20  | 16   | Сход | 19   | 12    | 0    |

† Не прошёл квалификацию, но был допущен на старт гонки